# SS Folgore Falciano Calcio
Az SS Folgore Falciano Calcio, teljes nevén Società Sportiva Folgore Falciano Calcio San Marinó-i labdarúgócsapat, amelyet 1972-ben alapítottak. Székhelye Falciano egyházközségben található.
Egyike annak a 15 csapatnak, amely a San Marinó-i labdarúgó-bajnokságot alkotja. Saját sportteleppel nem rendelkezik, edzéseit a Campo di Serravalle „B”-n tartja.

## Sikerei
- San Marinó-i labdarúgó-bajnokság (Campionato Sammarinese di Calcio)
  - Bajnok (3 alkalommal): 1997, 1998, 2000
  - Ezüstérmes (2 alkalommal): 1999, 20101
  - Bronzérmes (1 alkalommal): 1993

- San Marinó-i kupa (Coppa Titano)
  - Ezüstérmes (2 alkalommal): 1994, 2000

- San Marinó-i szuperkupa (Trofeo Federale)
  - Győztes (2 alkalommal): 1997, 2000
  - Ezüstérmes (1 alkalommal): 1994

## Eredmények

### Európaikupa-szereplés

#### Összesítve
| Kupa       | J | GY | D | V | LG–RG |
| ---------- | - | -- | - | - | ----- |
| UEFA-kupa  | 2 | 0  | 0 | 2 | 1–12  |
| Összesítve | 2 | 0  | 0 | 2 | 1–12  |

#### Szezonális bontásban
| Idény     | Kupa      | Forduló         | Klub     | 1. mérk. | 2. mérk. |
| --------- | --------- | --------------- | -------- | -------- | -------- |
| 2000–2001 | UEFA-kupa | 1. selejtezőkör | FC Basel | 1–5      | 0–7      |

Megjegyzés: Az eredmények minden esetben a Folgore Falciano szemszögéből értendőek, a félkövéren jelölt mérkőzéseket pályaválasztóként játszotta.